# Víctor Castro
Victor Castro (1º agosto 1959) è un ex calciatore ed ex giocatore di calcio a 5 costaricano.

## Carriera
Calciatore professionista, Castro giocò nel Carmelita nelle stagioni 1992 e 1993. Come massimo riconoscimento in carriera vanta la partecipazione, con la nazionale costaricana di calcio a 5, al FIFA Futsal World Championship 1992 in cui la selezione centramericana è stata eliminata nel girone del primo turno comprendente Brasile, Belgio e Australia.